# Chronopharmacocinétique
La chronopharmacocinétique, aussi appelé chronocinétique, est une branche de la chronopharmacologie qui utilise des notions appartenant autant à la chronobiologie qu’à la pharmacologie. La chronopharmacologie repose sur l’étude des variations de concentrations et de biodisponibilité des médicaments dans l’organisme en fonction du moment de l'administration; les réponses biologiques de nombreux médicaments tendent à varier selon le moment d’administration puisqu’elles impliquent plusieurs processus physiologiques qui varient eux-mêmes en fonction de rythmes circadiens. La chronopharmacocinétique est une spécialisation de ce domaine qui étudie plus précisément les variations du profil cinétique, soit de l'absorption, de la diffusion, de la métabolisation et de l'élimination, d'un médicament selon l'heure de l'administration.

## Notions de chronobiologie
En fait, presque toutes les fonctions physiologiques de l’organisme sont soumises à un rythme circadien, c’est-à-dire à des oscillations s’étalant sur une période de 24 heures. Ces variations quotidiennes tirent leur origine du fait que la plupart des organismes terrestres vivent depuis des millions d’années dans des conditions d’alternance de jour et de nuit. Ainsi, au fil de l’évolution, les organismes ont développé des rythmes biologiques d’une durée de 24 heures permettant de prédire et de phaser leur métabolisme cellulaire avec celui de la rotation de la terre, ce qui leur a conféré un avantage sélectif considérable. Ces rythmes ne sont toutefois pas entièrement générés par l’influence de signaux environnementaux. Ce mécanisme de régulation des processus physiologiques dérive plutôt d’une horloge endogène, générée par l’organisme lui-même, communément appelé « horloge circadienne ». Les gènes de cette horloge auraient d’ailleurs divergé chez les animaux à partir de gènes ancestraux, présents dans le dernier ancêtre commun des mammifères et des insectes, et se seraient conservés au fil de l’émergence de différentes espèces, ce qui démontre l’ampleur de leur avantage évolutif.
Chez l’homme chaque cellule possède sa propre horloge circadienne et c’est une horloge maitresse, localisée à la base du cerveau au niveau des noyaux suprachiasmatiques de l’hypothalamus, qui permet la synchronisation de toutes les horloges. Une grande partie de la physiologie cellulaire, soit de la transcription, de la traduction et des cascades de signalisation intracellulaire sont synchronisés à ce rythme endogène et démontrent donc des variations circadiennes. Ainsi, des fonctions aussi diverses que le système du sommeil, la température corporelle, la pression artérielle, la production d’hormones, mais aussi les capacités cognitives, l’humeur ou encore la mémoire présentent toutes des rythmes circadiens,,.

## Notions de chronopharmacologie
Compte tenu de la vaste portée de la physiologie circadienne, il est alors logique de penser que l’efficacité des médicaments puisse varier elle aussi en fonction de l’heure de la journée. Cette idée fut abordée pour la première fois par Julien Virey en 1814 lors de l’écriture de sa thèse de médecine. Il a cependant fallu attendre les années 1970, avec l’émergence de la chronopharmacologie, avant que la communauté scientifique reconnaisse réellement cette idée . Cette science repose sur le principe fondamental que pour avoir l’effet escompter, un médicament doit agir au bon endroit, selon la posologie optimale, mais également selon le bon moment d’administration.

### Chronopharmacocinétique
En effet, après son administration dans l’organisme, une substance médicamenteuse passe par différentes étapes caractérisées par une phase d’absorption, de diffusion, de métabolisation et d’élimination. L’efficacité d’un médicament dépendra donc de la vitesse de réalisation de ces étapes. Par exemple, une substance active éliminée trop rapidement tendra à être moins efficace. Or, ces étapes impliquent de nombreux processus physiologiques variant en fonction de rythmes circadiens. La chronopharmacocinétique s’intéresse donc aux variations dans les étapes du devenir des médicaments à l’intérieur de l’organisme selon le moment de la prise en charge de l’agent chimique.

### Profil pharmacocinétique
La phase d’absorption du médicament fait référence au passage de celui-ci dans la circulation sanguine à partir du site d’administration. Elle est généralement suivie d’une phase de diffusion définie par la propagation du médicament depuis le compartiment plasmatique vers les tissus ciblés de l’organisme . Tout au long de ce parcours, l’agent actif subit, sous l’effet de plusieurs enzymes, des modifications chimiques afin de le préparé à son éventuelle élimination . Ce sont ces différentes biotransformations qui permettent de définir la phase de métabolisation. Finalement, les étapes participant à l’excrétion de la substance médicamenteuse font toutes partie intégrante de la phase d’élimination. Chacun de ces stades dépend de nombreux processus physiologiques circadiens; la cinétique de chaque médicament varie donc implicitement selon l’heure de la journée . Or, ces variations ne sont que très rarement prises en considération par les cliniciens, les développeurs de médicaments et les régulateurs  .

### Exemples de processus physiologiques circadiens impliqués dans les variations de profil pharmacocinétique
Par exemple, il a été démontré que le pH gastrique, nécessaire à la désintégration de certains médicaments, suit un rythme circadien. Ainsi, selon l’heure d’arrivée du médicament dans estomac, la durée et l’efficacité de la phase d’absorption peut varier.
Il a été également observé que le pH urinaire oscille de façon circadienne. Le matin, le pH de l’urine tend à être plus alcalin tandis qu’au début de la nuit, le pH urinaire tend à être plus acide . Les médicaments pH-dépendants présentent donc un coefficient d’élimination qui tend à varier selon le moment de la journée. Ces actifs chimiques sont plus rapidement éliminés s’ils sont administrés au début de la nuit contrairement à si l’administration se fait le matin .
La vidange gastrique, qui permet notamment la dissolution des médicaments et l’atteinte des sites favorables, suit elle aussi un rythme circadien dont la vitesse est beaucoup plus rapide le matin que le soir. La diffusion de certains médicaments tendra donc à être plus rapide le matin et plus lente le soir.
Le débit sanguin, connu pour être plus élevé le jour que la nuit, peut également affecter la diffusion de certains médicaments. Lemmer et Nold ont démontré dans leur étude que le flux sanguin hépatique était soumis à des variations circadiennes significative atteignant un maximum à 8h et un minimum à 14h . La diffusion de certaines substances est alors plus efficace le matin que l’après-midi.
Bruguerolle et al., ont observés pour leur part des variations circadiennes dans la perméabilité des membranes cellulaires aux médicaments, ce qui tendrait également à faire varier la phase de diffusion de plusieurs médicaments .
Aussi, certaines enzymes semblent présenter une expression rythmique influençant la vitesses et le nombre de biotransformations ce qui affecte la vitesse d’élimination de certains composés de différentes manières selon l’heure de la prise en charge. Bélanger et al., ont d’ailleurs observé que l’activité enzymatique de la N-acétyl-transférase, une enzyme ciblant l’isoniazide en induisant une acétylation, était plus importante en soirée. La vitesse d’élimination de ce composé actif était donc plus élevée durant cette période.
L’excrétion biliaire fait aussi partie des nombreux processus circadiens, avec une augmentation nette durant la nuit. La vitesse d’élimination par le système biliaire tend donc à être plus rapides pendant cette période pour certains médicaments .
Le rein, bien connu pour ces fonctions de filtration et d’élimination, affiche d’ailleurs aussi un débit sanguin suivant un rythme circadien, avec une vitesse maximale durant la phase d’activité .
Tous ces exemples de processus physiologiques démontrent l’importance de bien connaître le profil pharmacocinétique des médicaments en plus des processus physiologiques impliqués. Il est ainsi essentiel d’acquérir une connaissance approfondie de la voie d’administration et d’excrétion utilisée, des tissus ciblés et des métabolites produits de chaque substance active, mais il faut tout de même garder en tête que ces étapes nécessitent des processus physiologies qui varient dans le temps et que la posologie ainsi que l’efficacité des médicaments peuvent être grandement améliorer si on tient compte de ces variations circadiennes.